# Tredòs
Tredòs és una entitat de població del municipi de Naut Aran (Vall d'Aran) constituït en entitat municipal descentralitzada. Forma part de l'Inventari del Patrimoni Arquitectònic de Catalunya.

## Situació
Es troba a 1348 m d'altitud, a la dreta de la Garona de Ruda, al vessant W de la muntanya dita Eth Laveg de Salardú. És el primer poble de la Vall que hom troba després de travessar el port de la Bonaigua. La major part del nucli és a la dreta de la Garona, que deixa a l'esquerra un veïnat comunicat amb el nucli pel pont d'Era Capèla.

## Població
La població es manté relativament estable (158 h el 2019) gràcies a la proximitat de l'estació d'esquí de Vaquèira, que ha fet que s'arrangessin algunes cases velles o se'n construïssin de noves.
| 1991 | 1994 | 1995 | 1996 | 2001 | 2003 | 2005 | 2019 |
| ---- | ---- | ---- | ---- | ---- | ---- | ---- | ---- |
| 240  | 162  | 232  | 123  | 150  | 147  | 154  | 158  |

## Descripció
L'antiga església parroquial de Sant Esteve, una petita capella d'origen romànic, ha estat substituïda pel santuari de la Mare de Déu de Cap d'Aran, situat al N del poble. S'hi pot trobar l'església d'Era Mare de Déu de Cap d'Aran, el temple de Sant Esteve de Tredòs i la capella de la Verge del Roser.
Fou un dels municipis de la fusió dels quals es va crear Naut Aran.

## Festes locals
- El 27 de setembre se celebra la festa major de Sant Cosme i Sant Damià.